# Teatre de Ponent
El Teatre de Ponent de Granollers va ser una sala privada que va estar en funcionament de 1998 a 2024. El 2017 va canviar de direcció i de nom per anomenar-se Llevant Teatre.
A la dècada de 1980 la ciutat de Granollers s'havia quedat sense cap de les seves diverses sales històriques de teatre després que l'edifici de la Unió Liberal fos enderrocat per a construir-hi l'actual museu municipal. L'únic espai que podia complir amb aquesta funció era el Cercle Cultural de la Fundació "La Caixa", inaugurat el 1981, on s'hi representaven funcions de forma puntual però sense una temporada regular. El 1984 l'Ajuntament va encarregar el primer projecte de Teatre-Auditori que trigaria encara quasi vint anys a acabar-se. El 1998 el context era encara el mateix quan la Francina Gómez Ars i en Frederic Roda van apostar per obrir una sala alternativa amb una programació estable.
El teatre va oferir nombroses representacions teatrals de companyies independents durant diverses temporades i, alhora, va crear la seva pròpia companyia teatral. També va promoure cursos i tallers de teatre. L'any 2017 els fundadors del projecte van decidir passar a un segon terme i la direcció de la sala va passar a mans de la Txell Remolins que va apostar per un canvi de nom i d'imatge rebatejant-lo com a Llevant Teatre.
Tot i comptar amb aportacions de diverses administracions, el projecte sempre havia comptat amb importants dificultats econòmiques, com és habitual en aquest tipus de sales. Per aquest motiu el 2020, Llevant Teatre va passar a ser gestionada directament per Escena Gran SL, l'empresa pública que gestiona també el Teatre Auditori de Granollers.
No obstant, la manca de viabilitat econòmica del projecte va portar al seu tancament definitiu el juny de 2024